# Metropolia Nowego Jorku
Metropolia Nowego Jorku – metropolia Kościoła rzymskokatolickiego obejmująca w całości stan Nowy Jork w Stanach Zjednoczonych.
Katedrą metropolitarną jest Katedra św. Patryka w Nowym Jorku.

## Podział administracyjny

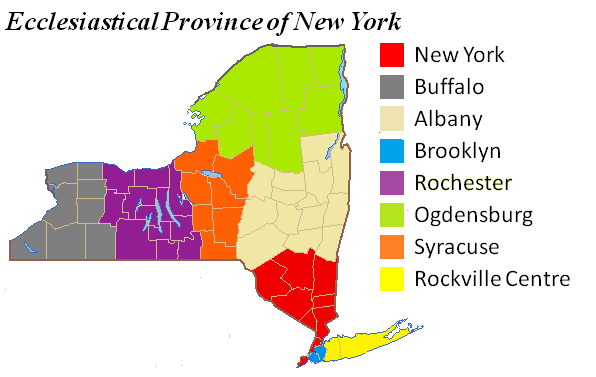
Mapa metropolii

Metropolia jest regionem II (NY)
- Archidiecezja Nowego Jorku
- Diecezja Albany
- Diecezja brooklyńska
- Diecezja Buffalo
- Diecezja Ogdensburga
- Diecezja Rochester
- Diecezja Rockville Centre
- Diecezja Syracuse

## Metropolici
- John Joseph Hughes (1842–1864)
- Kardynał John McCloskey (1864–1885)
- Michael Corrigan (1885–1902)
- Kardynał John Murphy Farley (1902–1918)
- Kardynał Patrick Joseph Hayes (1919–1938)
- Kardynał Francis Spellman (1939–1967)
- Kardynał Terence Cooke (1968–1983)
- Kardynał John Joseph O’Connor (1984–2000)
- Kardynał Edward Egan (2000–2009)
- Kardynał Timothy Dolan (2009–obecnie)